# کامی‌کیتایاما، نارا
کامی‌کیتایاما، نارا (به لاتین: Kamikitayama, Nara) یک منطقهٔ مسکونی در ژاپن است که در یوشینو واقع شده‌است. کامی‌کیتایاما ۷۰۷ نفر جمعیت دارد.